# Innamorato
Albums de Jean-Louis Murat
Il Francese
(2018) Baby Love
(2020)
Innamorato est un album musical de Jean-Louis Murat, sorti le 19 avril 2019 sur le label PIAS. 
Le titre vient de l'italien, qui signifie « amoureux » en français. L'album est composé de huit titres enregistrés en concert lors de la tournée de l'album Il francese, et de quatre titres inédits, enregistrés en studio, dont le single Autant en faire quelque chose.

## Listes des titres de l'album
1. Ciné vox – 5 min 24 s
2. Hold-up  – 4 min 17 s
3. Gazoline – 6 min 13 s
4. Kids – 4 min 23 s
5. Il neige – 6 min 23 s
6. Marguerite de valois – 6 min 33 s
7. Je me souviens – 3 min 37 s
8. Les Jours du jaguar – 9 min 15 s
9. Ben – 2 min 41 s (titre inédit en studio)
10. Autant en faire quelque chose – 4 min 10 s (titre inédit en studio)
11. Cœur d'hiver (voix de Christophe Pie) – 3 min 50 s (titre inédit en studio)
12. Par toi-même hideux – 5 min 6 s (titre inédit en studio)

## Musiciens ayant participé à l'album
- Fred Jimenez (basse)
- Stéphane Raynaud (batterie)
- Jean-Louis Murat (chant, guitare)

## Réception critique
Le site de critique musical en ligne Soul kitchen, souligne « les sobres récitations » de Jean-Louis Murat, à la façon de Mark Kozelek. Dans un même esprit, le site Musik please considère l'album comme « un témoignage live court mais franchement réussi ». Quant à Unidivers, ils évoquèrent le « talent de Murat pour allier une esthétique rock classique et des sonorités modernes ».